# MG 17
La MG 17 (acrònim de Maschinegewehr 17, «Metralladora 17» en alemany) va ser una metralladora lleugera del calibre 7,92 mm produïda per Rheinmetall-Borsig per ser usada en posicions fixes als avions de la Luftwaffe durant la Segona Guerra Mundial.

## Història
La MG 17, juntament amb la MG 15, va ser la primera metralladora de la Luftwaffe després del 1933.
Va ser especialment desenvolupada per Rheinmetall el 1934 sobre el disseny anterior de la MG 30 per a una instal·lació rígida en avions de combat. Abans de la Segona Guerra Mundial, la MG 17 era la metralladora estàndard en avions de caça alemanys. S'accionava pel retrocés del canó. Per augmentar la cadència de tir feia servir un atrapa-gasos que reenviava part dels gasos del tret cap en darrera produint una pressió suficient per augmentar la velocitat de retrocés del forrellat. L'alimentació era per cinta auto-desintegrable, es carregava amb aire comprimit i el tir s'activava elèctricament. Estava dissenyada de tal manera que podia triar-se el costat més convenient per rebre la munició segons les condicions d'espai de cada tipus d'avió.
La MG 17 va ser posteriorment complementada o substituïda per metralladores i canons automàtics de calibre més gran (MG 131, MG 151/20, MK 108), ja que els projectils de petit calibre ja no tenien una penetració i un efecte balístic suficients.